# Sithon valida
Sithon valida är en fjärilsart som beskrevs av Druce 1873. Sithon valida ingår i släktet Sithon och familjen juvelvingar. Inga underarter finns listade i Catalogue of Life.